# Nico Perrey
Pour les articles homonymes, voir Perrey.
Nico Perrey est un footballeur allemand né le 2 février 1994 à Herford. Il évolue au poste de défenseur au Bayer Leverkusen.

## Palmarès

### En équipe nationale
- Allemagne -17 ans
  - Troisième de la Coupe du monde des moins de 17 ans en 2011
    - Finaliste du championnat d'Europe des moins de 17 ans en 2011